# Carolina Minella
Carolina Minella (Los Surgentes, Provincia de Córdoba, 27 de abril de 1979) es una cantante, compositora y actriz argentina, ganadora de un Premio Carlos Gardel en 2018 como mejor álbum nuevo artista de tango por su producción discográfica homónima, y nominada en el mismo evento en la categoría de mejor álbum artista de tango en 2021 por su disco Génesis.

## Biografía

### Primeros años y estudios
Minella nació en la localidad de Los Surgentes, situada en el departamento Marcos Juárez, provincia de Córdoba, en 1979. Empezó a interesarse por la música a una temprana edad, y más adelante se formó en canto con artistas y docentes como Laura Hatton y Katie Viqueira. Obtuvo un título como Intérprete Superior de Música con Orientación en Tango en el Instituto Superior de Música Popular del Sindicato Argentino de Músicos SADEM de Buenos Aires. Asimismo, recibió formación actoral con directores como Carlos Gandolfo, Rubens Correa y Javier Margulis, y en comedia musical con el dramaturgo Pepe Cibrián Campoy.

### Carrera
En 2003 interpretó uno de los papeles secundarios en el filme Ilusión de movimiento, de Héctor Molina. Como cantante de tango, bossa nova y jazz realizó una gira por Italia, Francia y Suiza entre 2006 y 2007, y un año después recorrió varias ciudades de Colombia en el marco del Festival Internacional de Tango de Medellín; en 2014 fue invitada nuevamente al evento en su octava edición. En 2009 concursó en el programa de televisión Operación triunfo, transmitido por la cadena Telefe.
En 2013 publicó su primer larga duración, titulado Alma de loca, bajo la discográfica Epsa Music. En noviembre de 2017 lanzó al mercado su álbum homónimo a través de Acqua Records, y un año después ganó un Premio Carlos Gardel en la categoría de mejor álbum nuevo artista de tango por dicha producción discográfica. En marzo de 2019 se presentó en el evento Espacio Clarín junto con el músico Jorge Vázquez.
En 2021 publicó su tercer álbum de estudio, titulado Génesis y editado por Acqua Records. El disco está basado en la obra Las ciudades de Astor Piazzolla y Horacio Ferrer, y presenta composiciones de Pasión Vega, Carlos Gardel, David Lebón y Gilbert Bécaud, entre otros. En los shows de presentación del disco, contó con la participación artistas como Rocío Araujo y Amelita Baltar, y destinó las ganancias de uno de sus recitales por streaming a la Asociación de la Lucha Contra la Esclerosis Múltiple, enfermedad que padece la artista. El mismo año logró una nueva nominación en los Premios Carlos Gardel en su edición número 23, en la categoría de mejor álbum de un artista de tango.
En 2023 publicó un nuevo trabajo discográfico titulado Minella, editado por Warner Music. La canción inédita «Tal vez», escrita por Amelita Baltar, fue escogida como su tema de difusión. En junio de 2024 hizo parte del Festival M en la ciudad de Buenos Aires, donde compartió escenario con las artistas Gigi y Delfina. Un mes después participó en el Festival Nacional del Tango de La Falda.

## Discografía

### Álbumes de estudio
| Año  | Título           | Discográfica  | Ref.   |
| ---- | ---------------- | ------------- | ------ |
| 2013 | Alma de loca     | Epsa Music    | [ 10 ] |
| 2017 | Carolina Minella | Acqua Records | [ 11 ] |
| 2021 | Génesis          | Acqua Records | [ 13 ] |
| 2023 | Minella          | Warner Music  | [ 17 ] |

## Filmografía

### Cine y televisión
| Año  | Título                | Papel       | Ref.  |
| ---- | --------------------- | ----------- | ----- |
| 2003 | Ilusión de movimiento | Graciela    | [ 5 ] |
| 2009 | Operación Triunfo     | Concursante | [ 8 ] |

## Premios y reconocimientos
| Año  | Evento                | Categoría                          | Obra nominada    | Resultado | Ref.  |
| ---- | --------------------- | ---------------------------------- | ---------------- | --------- | ----- |
| 2018 | Premios Carlos Gardel | Mejor álbum nuevo artista de tango | Carolina Minella | Ganadora  | [ 2 ] |
| 2021 | Premios Carlos Gardel | Mejor álbum de un artista de tango | Génesis          | Nominada  | [ 3 ] |